# Benjamin Hornigold
Benjamin Hornigold (falecido em 1719) foi um pirata inglês do século XVIII. Seus anos de pirataria duraram de 1715-1718, posteriormente ele se tornou um caçador de piratas e perseguiu seus antigos aliados em nome do governador das Bahamas.

## Início da pirataria
Os primeiros anos da vida de Hornigold é desconhecido, mas é possível que ele tenha nascido em Norfolk, na Inglaterra, e, em caso afirmativo, ele poderia ter inicialmente servido a bordo de navios cujo porto de origem pode ter sido King's Lynn ou Great Yarmouth. Seus primeiros atos documentados de pirataria foram, no inverno de 1713-1714, quando ele utilizou de periaguas (canoas à vela) e uma chalupa como ameaça aos navios mercantes ao longo da costa de Nova Providência e a capital Nassau. Em 1717 Hornigold teve em seu comando uma chalupa de 30 canhões, a qual deu-lhe o nome de Ranger, que foi provavelmente o navio mais fortemente armado na região e permitiu-lhe saquear outros navios com impunidade.
Posteriormente, em outra chalupa sua, foi dado o comando à Edward Teach, que mais tarde seria conhecido como o pirata Barba Negra. Na primavera de 1717 os dois capitães piratas saquearam três navios mercantes, um transportando cento e vinte barris de farinha com destino a Havana, outra chalupa das Bermudas com uma carga de bebidas e um terceiro navio português vindo da Região Autónoma da Madeira com uma carga de vinho.
Em março de 1717 Hornigold atacou um navio mercante armado enviado para as Bahamas pelo governador da Carolina do Sul a fim de caçar piratas. O navio mercante escapou e encalhou em Cat Cays. O capitão mais tarde relatou que a frota de Hornigold tinha aumentado para cinco navios, com uma tripulação de cerca de 350 piratas.

## Derrota e perdão
Apesar de sua supremacia marítima aparente, Hornigold teve cuidado para não atacar navios de bandeira britânica, aparentemente por manter uma ação jurídica quando era um corsário da Inglaterra na Guerra da Sucessão Espanhola. Isto não foi aceito por sua tripulação, e em novembro de 1717 uma votação feita pela tripulação decidiu atacar quaisquer navio. Hornigold se opôs à decisão e foi substituído por Edward Teach (que estava comandando outra chalupa de Hornigold) como capitão. É mais provável que neste momento os dois piratas seguiram caminhos separados, com Teach partindo para o Caribe. Ele continuou com atos de pirataria em Nassau até dezembro de 1717 quando chegou a notícia de um perdão real para os piratas. Hornigold partiu para a Jamaica em janeiro de 1718 e recebeu o perdão do governador, e, mais tarde, tornou-se um caçador de piratas para o novo governador das Bahamas, Woodes Rogers.

## Caçador de piratas
Rogers concedeu o pedido de perdão para Hornigold, mas encarregou-o de caçar outros piratas, incluindo Teach. Ele passaria os próximos 18 meses num cruzeiro nas Bahamas em busca de Stede Bonnet e Jack Rackham (John Rackham). Em dezembro de 1718 o governador Rogers escreveu ao Conselho de Comércio, em Londres, elogiando os esforços de Hornigold para remediar a sua reputação como um pirata caçando seus antigos aliados.

### Morte
Em 1719, o navio Hornigold foi pego em um furacão em algum lugar entre Nova Providência e o México, e foi destruído em um recife desconhecido. O incidente é referido no relato contemporâneo "Uma História Geral dos Piratas" pelo capitão Charles Johnson, que afirma que "em uma das viagens que [...] o capitão Hornigold, outro dos piratas famosos, foi lançado para fora sobre as rochas, [...] cinco de seus homens entraram em uma canoa e foram salvos". A localização específica do recife permanece desconhecida.

#### Nota
- Este artigo foi inicialmente traduzido, total ou parcialmente, do artigo da Wikipédia em inglês cujo título é «Benjamin Hornigold».